# ゲーテッドコミュニティ

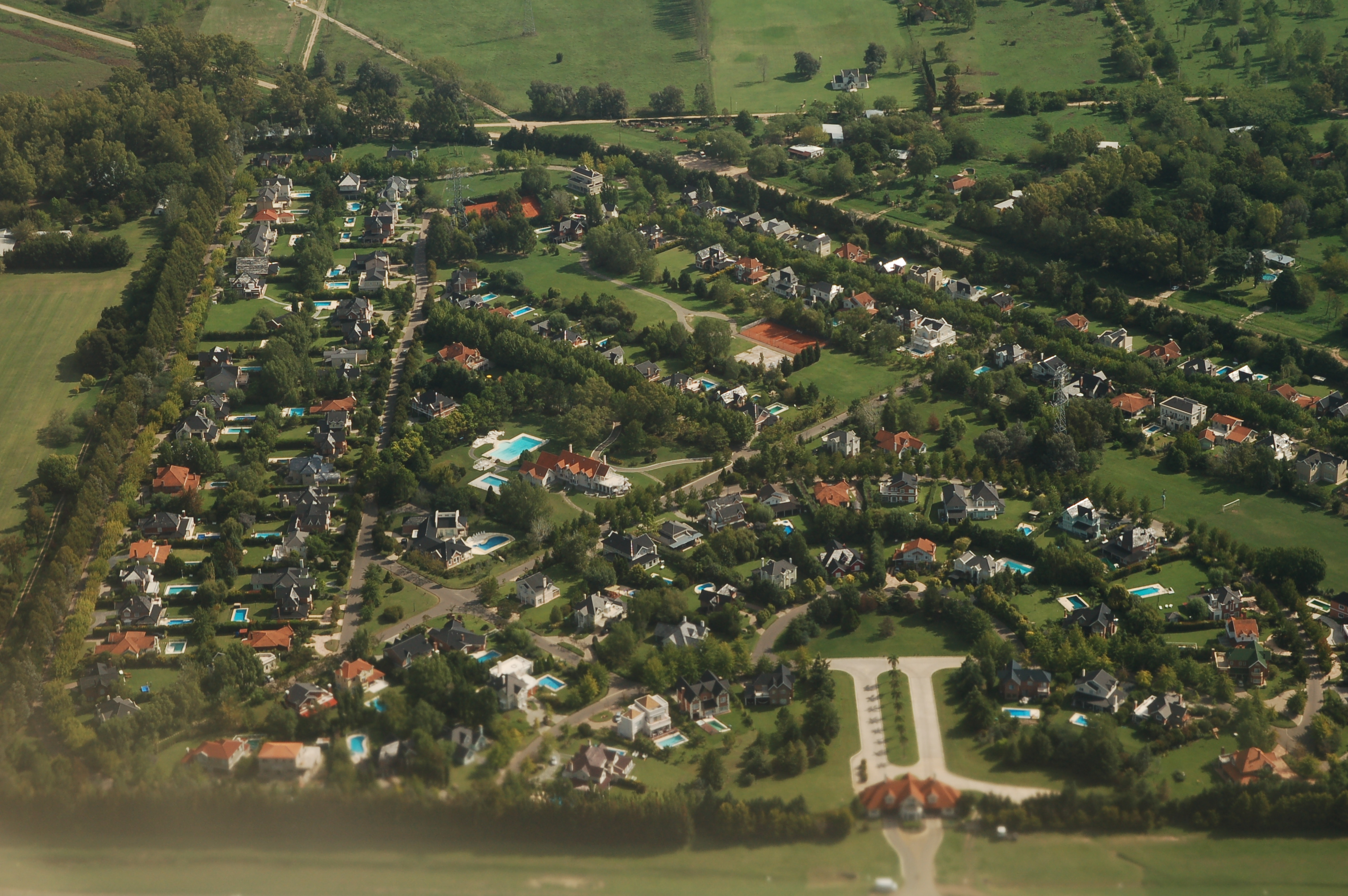
アルゼンチン・ブエノスアイレス近郊のゲーテッドコミュニティ

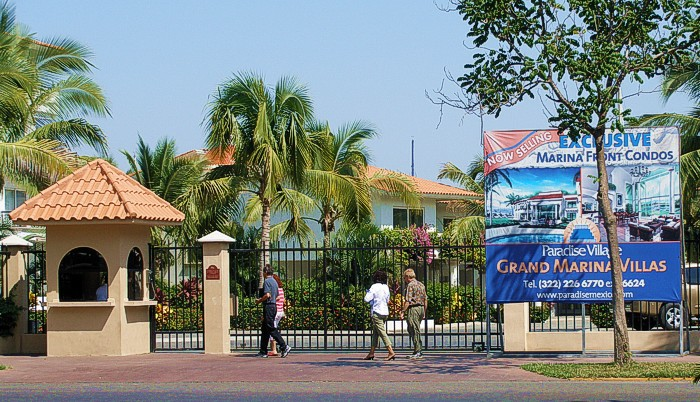
ゲーテッドコミュニティのゲートの例（パラダイスヴィレッジ・ビーチリゾートアンドスパ　メキシコ・ナヤリット州ヌエボ・バジャルタ）

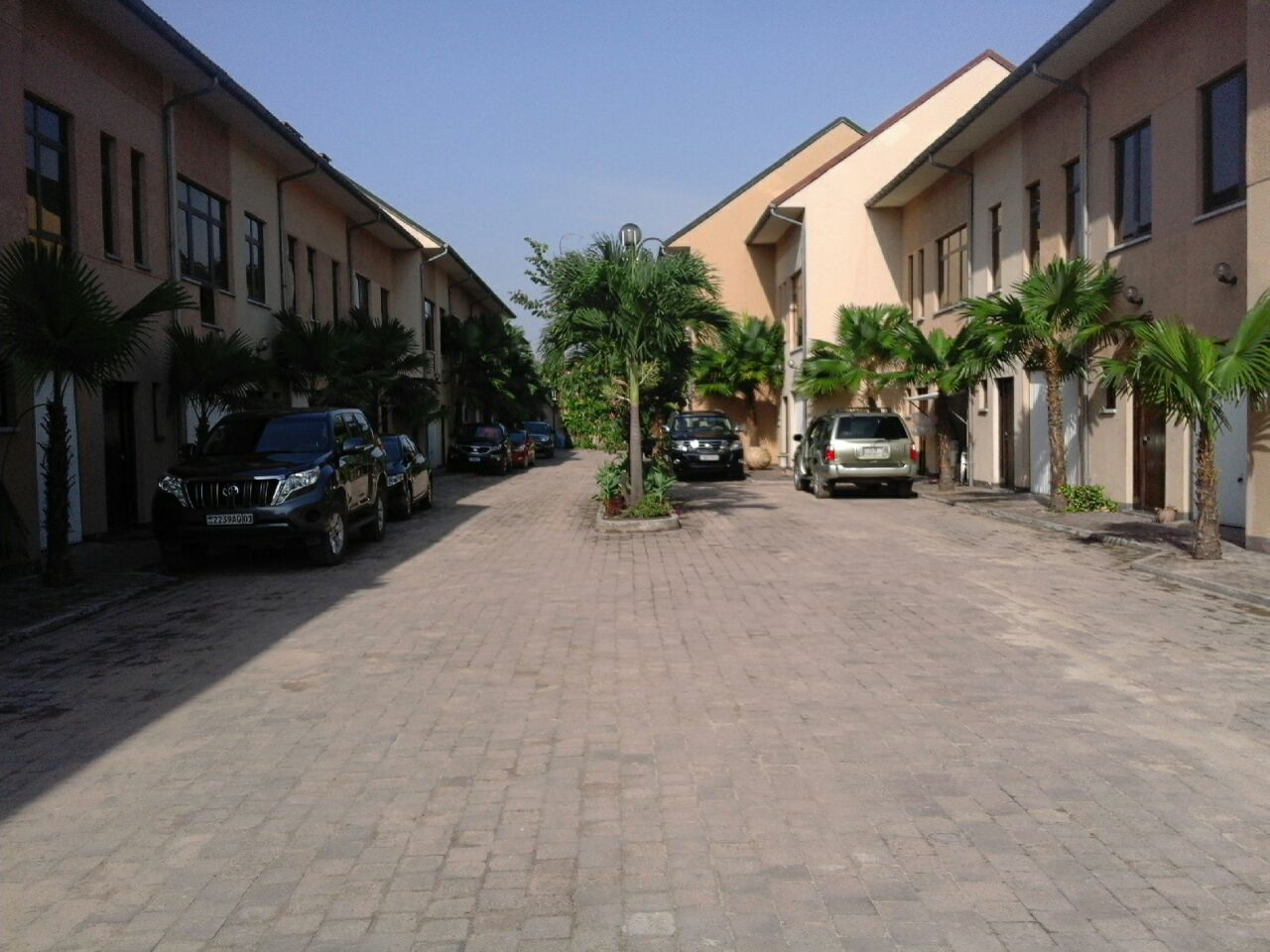
キンシャサ・コンゴ民主共和国のゲートコミュニティ。

ゲーテッドコミュニティ（「ゲーティッド・コミュニティ」とも。英語: gated community）とは、ゲート（門）を設け周囲を塀で囲むなどして、住民以外の敷地内への出入りを制限することで通過交通の流入を防ぎ、防犯性を向上させたまちづくりの手法。中世の城郭都市に倣った塀で囲われ、入門（ゲート）チェックを行う住宅地のこと。
ゲーテッドコミュニティという概念自体は目新しいものではなく、以前から租界や米軍ハウス等があり、再定義したに過ぎない。日本においては、ゲーテッドタウンやゲート・コミュニティとも表記される。

## 概要
住宅地の周囲を高い塀で囲ってしまい、ゲート（遮断機や門扉のある守衛所）を設けて、出入りを制限しているのが最大の特徴である。施設内に入るために、証明写真付きの居住者証明書によって住人として登録されていなければならない・住人と同伴でなければならない。1980年ごろに欧米で登場した。現在では約5万箇所あるとされる。治安の悪いブラジルでは、ゲーテッドコミュニティが最も広く普及している。
日本では、2000年代初頭から大都市を中心に登場した大規模マンションでゲーテッドコミュニティの形を採るものもある。しかしながら、地域が分断されるなどとして周辺住民が反対運動を起こすケースも見られる。なお、法律により公道を占有することが禁止されているため、公道を含んだ形のゲーテッドコミュニティを作ることはできない（コミュニティ内部は、全て管理組合の所有する私道にならざるを得ない）。

## 特徴

### 利点
次のような利点が挙げられている。

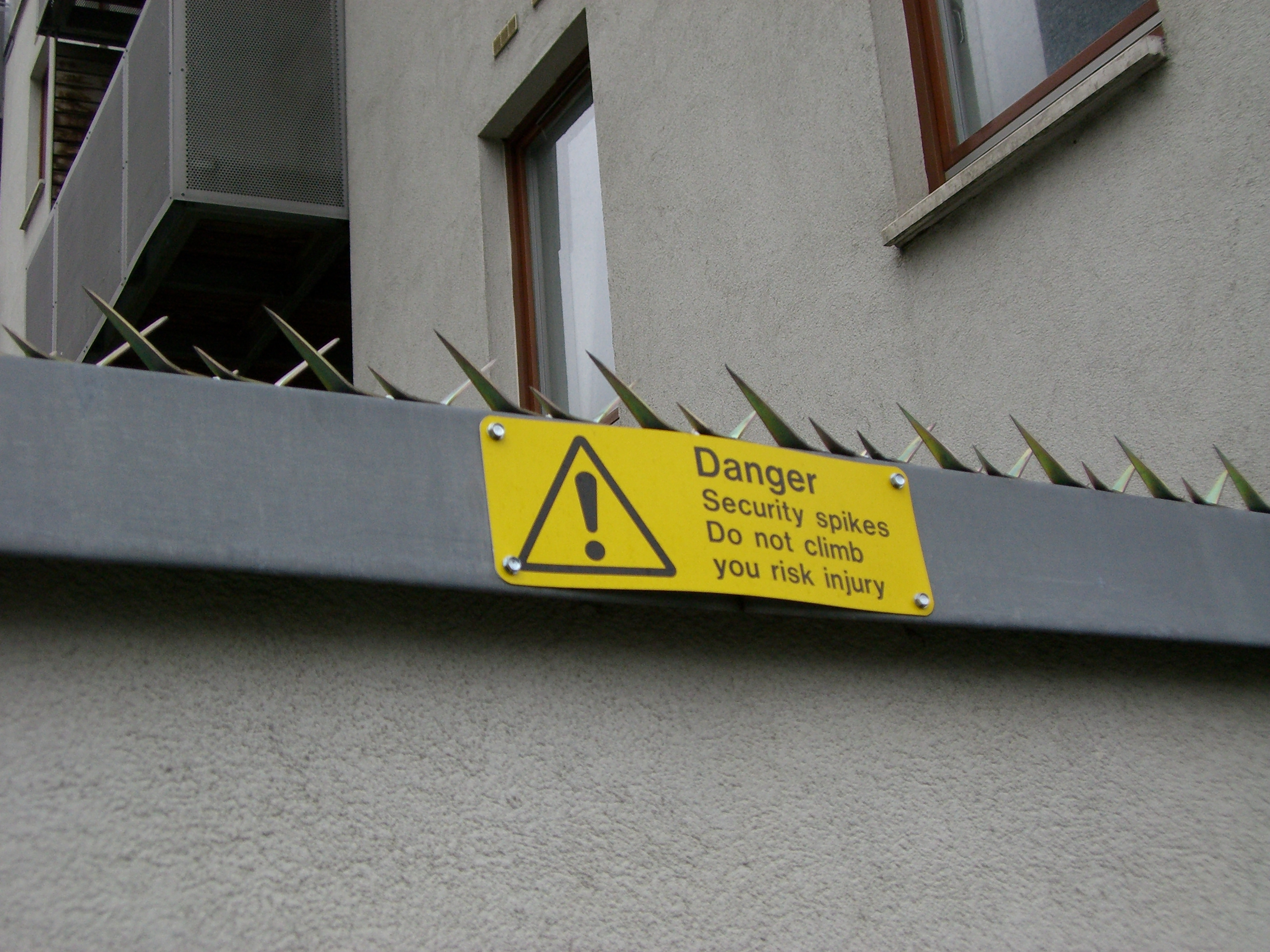
乗り越え阻止のためにスパイクが植えられた厳重な塀の例（イギリス・ロンドン）

- 外部からの侵入者を制限できる為、治安が向上する。それにより、不動産の資産価値が上昇する。
- 全体で管理することで、個人が警備会社と契約するよりも、効果的になる。
- 連帯感のあるコミュニティが形成しやすい。
- 警備員のパトロールや監視カメラが設置されているコミュニティ内は、警察官が巡回する必要がなくなる。アメリカ合衆国では、地域が費用負担をすれば、自分達で独自の警察・消防組織を設置出来る（アメリカ合衆国の警察を参照）。私有地でも自治体警察（郡保安官・市警察）の管轄内であり治外法権はないが、捜査活動の委譲やパトロールの巡回から外せるため、自治体の財政負担が減る。

### 問題点
住民以外の出入りが制限されているため、地域が分断される。そのため、以下の問題点が危惧される。
- ゲーテッドコミュニティ内に引きこもる住民が出てくる。地域内に各種施設が整っている場合はより顕著となる。
- 住民が、ゲーテッドコミュニティ外のことについて無関心になる。
- 住民が、ゲーテッドコミュニティ内で犯罪行為をしても発覚しにくい。特にコミュニティ全体が犯罪行為に関わっている場合、警備員や警察もコミュニティに雇用されているため住民に不利な情報を外部に報告しないこともありうる。

## 例

### アメリカ
- ネバダ郡 (カリフォルニア州)のレイクワイルドウッドや レイク・オブ・ザパインズ、ヒルトンヘッド・プランテーションなどかある。
- ホットスプリングス (アーカンソー州)の北約17kmには、全米最大のゲーテッドコミュニティで、人口統計上は国勢調査指定地域（CDP）となっているホットスプリングスビレッジが立地している。
- ジョージタウン郡 (サウスカロライナ州)では集合住宅がリッチフィールドの海岸線に並び、ドボーデューがゲーテッドコミュニティ。
- ゴリータ (カリフォルニア州)のアメリカ国道101号線の北は1950年代後半から1970年代に建てられた住宅地区であり、これに新しい集合住宅や幾つかのゲーテッドコミュニティが混じる。
- サンホアキン・バレーのベーカーズフィールドはかつて石油産業の町だったが、ロサンゼルスに住んでいた企業経営者や通勤者が大量に流入、百万ドルクラスの家を含むゲーテッドコミュニティがその郊外にできるまでになった。サンフランシスコやシリコンバレーへの通勤も容易であるためIT関連の新興富裕層も居住している。
- ボカラトンにはフォーブスによれば、アメリカ合衆国でも最も費用の掛かるゲーテッドコミュニティ10カ所のうち3カ所、第1位のロイヤルパーム・ヨット・アンド・カントリークラブ、第6位のザ・サンクチュアリー、第8位のル・ラックがある。
- コーアチェラ・バレーには大半がゲーテッドコミュニティであるインディアンウェルズがあり、アメリカ合衆国の小さな町の中でも一人当たりの収入が最高級である。
- ミュリエル・ヴァンダービルトがフロリダ州マリオン郡に所有していた馬牧場は現在グレイストーン空港（英語版）のゲーテッドコミュニティの外側のJumbolair の一部となっている。
- ビバリーヒルズにもイタリア風ヴィラのように街を一望できる丘の上に立つゲーテッドコミュニティがある。
- ミネソタ州セントポール郊外にあるノース・オーク市（英語版）はかつて市全体がゲーテッドコミュニティであり、部外者の進入を認めるようになった今も全域が住宅購入者の私有地である
- ポイントロバーツ (ワシントン州)ではアメリカ合衆国の他地域に行く場合には国境を2回通過する必要がある（陸路ではカナダに一旦出なければならない）ので、「アメリカで最良のゲーテッドコミュニティ」と呼ぶ者もいる。ただし医療施設がないなどの欠点もある。
- ニューヨーク市ブルックリン区にあるゲーテッドコミュニティ「シーゲート（英語版）」は下水道などのインフラが企業に委託されており、治安維持も自治組織が設立した警察組織「シーゲート警察（Sea Gate Police Department:SGPD）」が担当している。
- アメリカ領ヴァージン諸島にあるウォーター島の東側およそ3分の1は、ゲーテッドコミュニティであるスプラット・ベイ・エステート (Sprat Bay Estates) が占めている。
- サンディスプリングスは周囲から隔離されていないが、富裕層の中心とした住人が郡から法人化された市として独立させた。市内の公共サービスはほぼ民営化されたため、公共料金が高く低所得者が居住できないなど経済的な障壁として機能している。
- アラスカ州のウィッティア（英語版）は法人化しているが、さらに住民約280人の約85%が同じ集合住宅ベギーチ・タワーズ（英語版）で暮らしている[7]。アクセスが悪く降雪も多い地域で住民も少ないためこのような形態となった[8]。ベギーチ・タワーズの中には商店があり、公共施設にも地下道を通って移動できるため、建物から出ずに生活が可能となっている[8]。

### 日本
日本には以下のようなものがある。

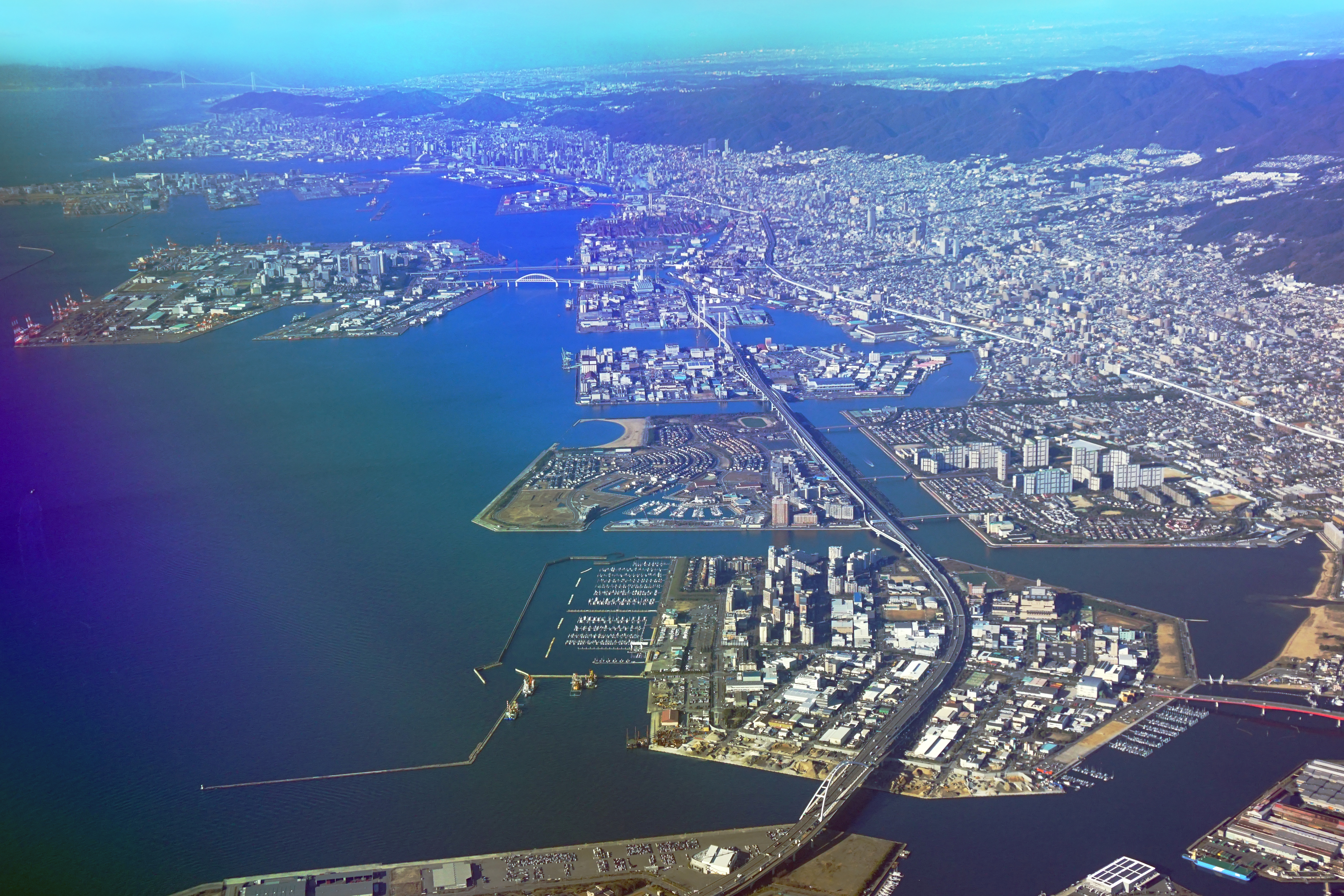
ベルポート芦屋（中央）

日本では公道を封鎖できないため、完全に閉ざしていない場所もある。警備会社と契約して巡回を依頼することは可能だが、独自に警察組織を設置することは出来ず、警察のパトロールのルートから外れることもない。
マンションが建つ敷地内への出入りをゲートで制限している例もある。
- ベルポート芦屋（兵庫県芦屋市） - 住民専用のプライベートバース（係留施設）がある。
- マザーヴィレッジ岐阜（岐阜県岐阜市）
- ワッセナー（ハウステンボスリゾート）（長崎県佐世保市）
- ブランシャールの森（長野県軽井沢町）
- 浅間ハイランドパーク（群馬県嬬恋村）
- 佐用スターリゾート（兵庫県佐用町）
- 富津ブリストルヒル（千葉県富津市）
- ワンハンドレッドヒルズ（千葉県千葉市） - 地区内の道が公道であるため、ゲートを通らずに進入できる道が数本存在する。
- 塩屋カントリークラブ[9]（兵庫県神戸市垂水区）

集合住宅型（数棟のマンションが建つ敷地自体をゲート化）
- 東京テラス（東京都世田谷区）
- グローリオ蘆花公園（東京都世田谷区）
- 広尾ガーデンフォレスト（東京都渋谷区）
- オーキッドコート (兵庫県神戸市東灘区)

歴史的には明治時代から外国人居留地があり、第二次世界大戦後は占領軍居留地、現在も在日米軍基地や米軍ハウスが各地に存在する。また神山国際村や高山外国人避暑地のように外国人だけの会員制避暑地も存在する。
端島は島全体が三菱の私有地であり、住民は炭鉱の職員とその家族に限定されていた。島内には様々な施設があり、島から出ずに生活できた。

### 他
- インド・ムンバイを州都とするマハーラーシュトラ州第2の都市、プネーの近郊に造られた計画都市「マガルパッタ・シティ」は、約120人の農民が土地を出し合って共同経営組織を作り、マハーラーシュトラ州政府の援助を受けて完成した。
- バンガロールには2000年代初頭に、貧富の差と不完全なインフラ整備からなる劣悪な住環境の改善を目指した、インド初のゲーテッドコミュニティも出現している。
- ミャンマーのラインタヤ郡区南西部には、FMIシティやプン・ライン・ガーデン・レジデンスなど、富裕層市民やエリートが居住するゲーテッドコミュニティがある。
- アルゼンチンブエノスアイレス州にある、パルティードエセイサ (パルティード)（Partido de Ezeiza）は、周辺地域を含め富裕層が多く住んでおり、多くのゲーテッド・コミュニティを有する。
- 中国では住民専用の無人コンビニエンスストアを有する富裕層向けのマンションタイプ[10]や複数のマンションをフェンスで囲んだタイプが登場している[11]。
- スウェーデンでは2008年ごろに登場した[12]。

## リンク
- 我が国の土地利用の課題と展望 - 国土交通省